# Макаров, Сергей Петрович
Сергей Петрович Макаров (1908—1966) — советский химик-органик, профессор.
С 1930 года работал в Государственном НИИ органической химии и технологии (Москва), старший научный сотрудник.
Автор исследований в области химии фторорганических соединений.
Получил (совместно с А. Я. Якубовичем) фторциан и гексафтордиметилнитроксил.
Разработал технологию промышленного производства фторуглеродных смазок, перфторированных жидкостей и эластомеров, применяемых в военной и космической технике.
Сталинская премия 1951 года — за теоретические исследования в области общей химии.